# Randia hebecarpa
Randia hebecarpa är en måreväxtart som beskrevs av George Bentham. Randia hebecarpa ingår i släktet Randia och familjen måreväxter. Inga underarter finns listade i Catalogue of Life.